# Ceratolejeunea kuerschneri
Ceratolejeunea kuerschneri là một loài Rêu trong họ Lejeuneaceae. Loài này được Eb. Fisch. & Vanderp. mô tả khoa học đầu tiên..